# Corycium
Corycium – rodzaj roślin z rodziny storczykowatych (Orchidaceae). Obejmuje 13 gatunków występujących w Afryce w RPA, Tanzanii, Eswatini, Lesotho.

## Systematyka
Rodzaj sklasyfikowany do podplemienia Coryciinae w plemieniu Diseae, podrodzina storczykowe (Orchidoideae), rodzina storczykowate (Orchidaceae), rząd szparagowce (Asparagales) w obrębie roślin jednoliściennych.
Wykaz gatunków
- Corycium alticola Parkman & Schelpe
- Corycium bicolorum (Thunb.) Sw.
- Corycium bifidum Sond.
- Corycium crispum (Thunb.) Sw.
- Corycium deflexum (Bolus) Rolfe
- Corycium dracomontanum Parkman & Schelpe
- Corycium excisum Lindl.
- Corycium flanaganii (Bolus) Kurzweil & H.P.Linder
- Corycium ingeanum E.G.H.Oliv.
- Corycium microglossum Lindl.
- Corycium nigrescens Sond.
- Corycium orobanchoides (L.f.) Sw.
- Corycium tricuspidatum Bolus